# Zorlu Holding
Zorlu Holding A.Ş., abgekürzt mit Zorlu Holding, ist die drittgrößte Industrie- und Finanzgruppe in der Türkei (nach der Koç Holding und Sabancı Holding). 
1953 gründete Hacı Mehmet Zorlu das Unternehmen in der südwesttürkischen Stadt Babadağ in der Nähe von Denizli. Bis 1961 leitete der Gründer das Unternehmen und übergab es dann an seine beiden Söhne Ahmet Nazif und Zeki, die heute den Vorstand der Holding bilden. 
Die Zorlu Holding kontrolliert 50 Unternehmen; viele davon sind nationale Marktführer in ihren jeweiligen Bereichen. Die Gruppe hat 22.000 Mitarbeiter und ist in 110 Ländern tätig. Zu den Geschäftsbereichen gehören Elektronik, Energie, Informationstechnik (Vestel), Finanzdienstleistungen und Textilindustrie (Korteks und Linens).

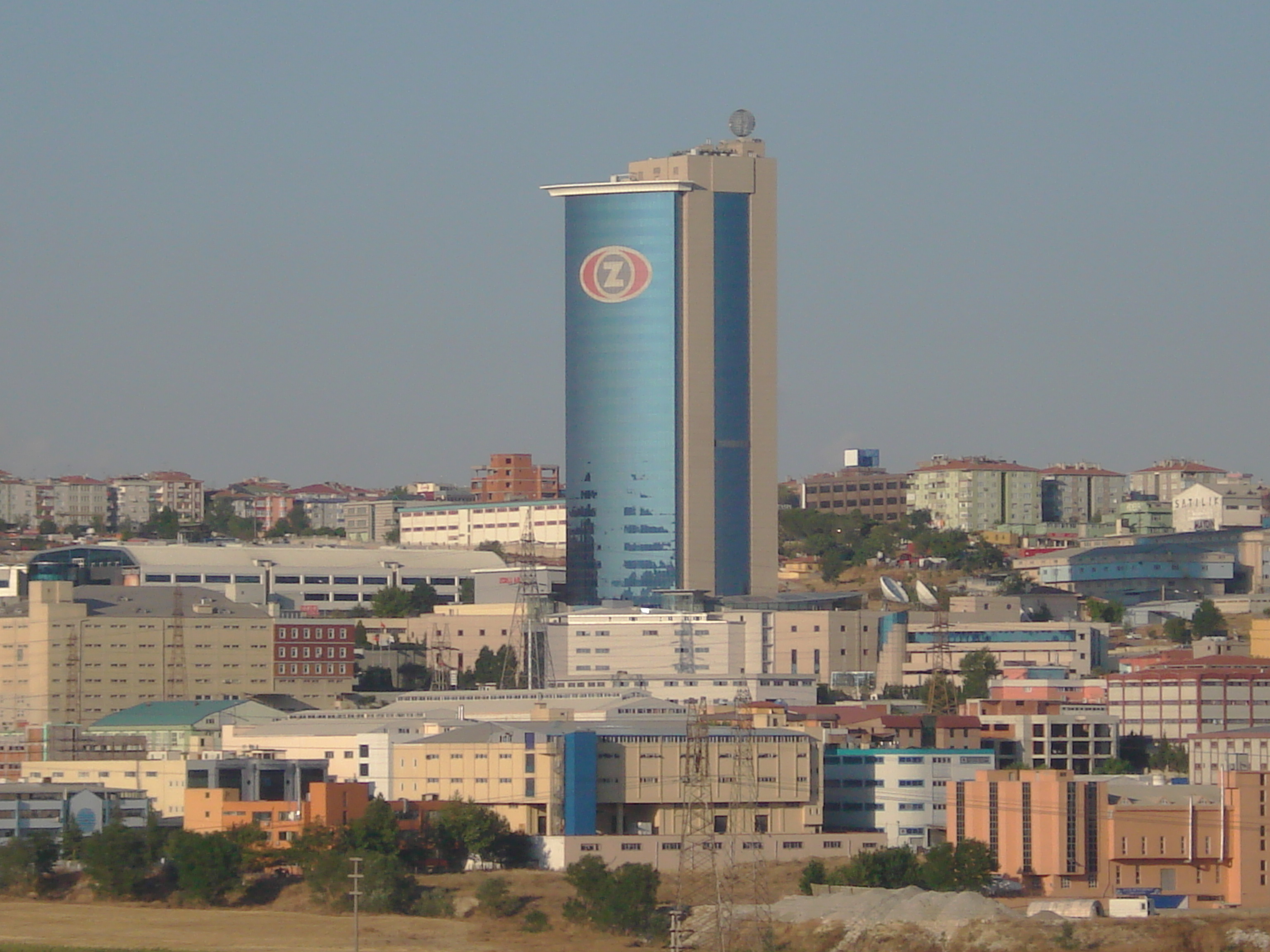
Die Zentrale der Zorlu Holding in Avcılar

1994 schloss sich Vestel der Zorlu-Familie an. Sie zählt zu den weltgrößten Herstellern von Fernsehern. Die Geschäftsbereiche des Unternehmens sind Elektronik, Weiße Ware sowie Informationstechnik.
1997 erwarb Ahmet Nazif die Denizbank, eine der größten Banken der Türkei, die auch im Ausland vertreten ist: in Deutschland und Österreich mit Denizbank AG und in Russland mit Denizbank Moskau. Am 31. Mai 2006 übernahm der viertgrößte belgische Bankkonzern Dexia 75 Prozent der Anteile an der Denizbank von der Zorlu Holding für 2.437 Mio. US-Dollar. Dieser Anteil wurde auf 99,79 Prozent ausgebaut.
Die Zentrale des Unternehmens wurde 1970 von Denizli nach Istanbul verlegt und befindet sich in einem Wolkenkratzer in Avcılar.